# تکیه کاظم بیک بابل
تکیه کاظم بیک بابل مربوط به دوره قاجار است و در بابل، خیابان امام خمینی، محله قدیمی کاظم بیک واقع شده و این اثر در تاریخ ۲۴ اسفند ۱۳۸۳ با شمارهٔ ثبت ۱۱۵۲۳ به‌عنوان یکی از آثار ملی ایران به ثبت رسیده است.
کاظمیه ی بابل در قرن دهم هجری بین سالیان ۹۵۲ تا ۹۶۰ قمری توسط سید کمال الدین کاظم حسینی، پدر میرزا محمد علی بیک و پدر بزرگ سید محمد کاظم بیک مشهور بابل ساخته شد، مجموعه ی کاظمیه شامل آب انبار، کاروانسرا، حمام، گورستان عمومی، مقبره، تکیه و.. بود که بعدا در همان مکان (در سال ۱۰۹۲) سید محمد کاظم بیک مسجد و مدرسه ساخت و بعد یک سیل در سال ۱۱۰۱ پسرش سید محمد رضا آنرا تعمیر و برادرش محمد علی هم آنرا توسعه داده و املاکی هم وقف آنجا نمود.  
کمال الدین کاظم در زیارت بن روستای فکچال بندپی غربی مدفون شده و هم اینک فاقد مزار است، محمد علی بیک و همسرش، محمد کاظم بیک و محمد مقیم بیک موسس فکچال در مقبره کاظمیه مدفون شدند که این مقبره اتاقک پایین تک گلدسته ی سابق مسجد کاظم بیک بود و در طرح بازسازی مسجد در درب ورودی قرار گرفت. 
کاظم بیک منشاء خدمات و ساخت تاسیسات زیر بنایی زیادی در قایمشهر، آمل و بابل شده بود که اسنادش موجود است. 